# Friendly Fire
«Friendly Fire» —en español: «Fuego amigo» o «Fuego amistoso»— es una canción de Linkin Park. Fue grabada originalmente durante las sesiones de su séptimo álbum de estudio, One More Light (2017), y se lanzó oficialmente el 23 de febrero de 2024 como el sencillo principal del álbum de grandes éxitos Papercuts (Singles Collection 2000–2023) (2024).

## Antecedentes
En junio de 2020, el vocalista y multiinstrumentista Mike Shinoda reveló, durante un vivo en Twitch, la existencia de una canción que contenía la voz de Chester Bennington realizada durante las sesiones de grabación del séptimo álbum de estudio de la banda One More Light (2017), titulada " Friendly Fire", y compuesto por él mismo junto con el guitarrista Brad Delson y el músico Jon Green, este último quien también fue coautor de otras dos canciones del álbum, "Nobody Can Save Me" y "Battle Symphony". Shinoda, sin embargo, reveló que el lanzamiento de la canción no sería inminente y que pasarían varios años antes de que fuera compartida con la audiencia.

## Lanzamiento
El 19 de febrero de 2024, Linkin Park lanzó una serie de imágenes y videos en sus canales de redes sociales que revelan un clip de audio de 30 segundos de "Friendly Fire"; También hicieron disponible una vista previa de la canción en su página de SoundCloud al día siguiente. "Friendly Fire" se lanzó digitalmente el 23 de febrero de 2024, así como en formato CD en Alemania. El vídeo musical de la canción fue lanzado el mismo día. La canción aparecerá en la compilación Papercuts (Singles Collection 2000–2023), un álbum de grandes éxitos de la carrera de la banda cuyo lanzamiento está previsto para el 12 de abril de 2024.

## Lista de canciones
| N.º | Título          | Duración |  |
| 1.  | «Friendly Fire» | 2:57     |  |

## Personal
Linkin Park
- Chester Bennington - voz principal
- Mike Shinoda – voz, teclados y programación
- Brad Delson – guitarras
- Joe Hahn – programación, samplers
- Rob Bourdon - batería
- Dave Farrell – bajo